# 코오롱인더스트리

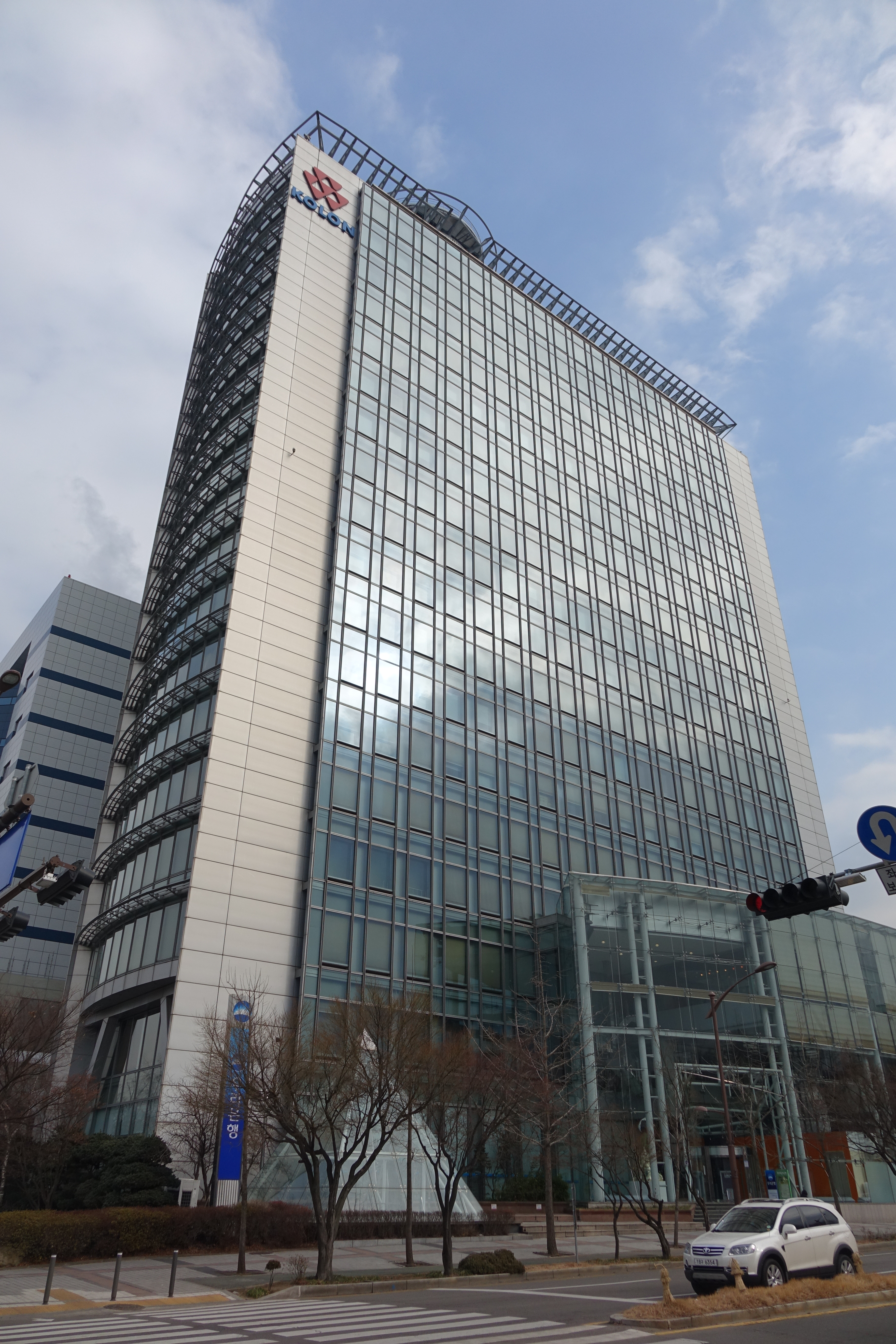
과천시에 위치한 코오롱타워

코오롱인더스트리는 코오롱의 제조사업부문이 2010년 1월 5일자로 분할되어 신설된 화학 및 패션 부문 제조업체이다. 상장회사명으로는 줄여서 코오롱인더로 부른다. 본사는 서울특별시 강서구 마곡동로 110 (마곡동)에 자리잡고 있으며 각종 산업 소재와 의류 소재 등을 제작 판매한다.
한편, FnC부문이 의류에서 난 이익으로 건설, 유통 등으로 무리한 사업확장을 하다가 1998년 1월 부도를 맞았던 나산(현 인디에프) 인수 물망에 올랐고 이 과정에서 외환위기 이후 철수한 여성복 사업에 다시 진출할 뻔 했지만 "무리한 투자"란 우려가 있어 불발됐으며 뒷날 여성복 사업에 재진출했다.

## 설립
코오롱은 1957년 대한민국에서 최초로 나일론을 생산한 회사이다. 이 회사를 전신으로 하여, 코오롱 그룹이 지주회사로 전환할 때 제조부분이 독립해 나와 독립법인으로 만들어진 것이 코오롱인더스트리이다.

## 사업
사업 영역은 산업소재, 화학, 필름・전자재료, 패션의 4대영역으로 나뉜다. 매출구성은 산업자재군 36%, 화학소재군 21%, 패션군 24%, 필름/전자재료 12% 가량으로 나뉜다.
산업소재 부문은 주로 자동차 소재를 다루며, 타이어 코드, 에어백 원단 및 쿠션, SPB(부직포), 샤무드(인공피혁) 등을 만든다.
신사업으로는 MBR 사업팀을 꾸려 수처리용 멤브레인과 연료전지 막가습기용 멤브레인 시장 진출을 모색중이다. 수처리용 멤브레인이란 정밀여과막(MF, Microfiltration) 및 한외여과막(UF,Ultrafiltration)을 제작하는 사업이다.

## 규모 및 실적
회사 규모는 2014년 기준 시가총액 1조 4,000억원 가량이고 매분기 300억원 가량의 순이익을 내는 흑자 기업이다. 현재 코스피200 구성종목이다.

## 사업장 위치안내
- 김천1공장: 경상북도 김천시 공단로 238 (응명동)
- 김천2공장: 경상북도 김천시 공단로 128 (대광동)
- 경산공장: 경상북도 경산시 진량읍 대학로 1298
- 구미공장: 경상북도 구미시 수출대로 48 (공단동)
- 울산공장: 울산광역시 남구 사평로 33 (상개동)
- 여수공장: 전라남도 여수시 산단중앙로 213 (화치동)
- 대산공장: 충청남도 서산시 대산읍 대죽1로 100
- 인천공장: 인천광역시 서구 백범로 680 (가좌동)
- FnC부문: 서울특별시 강남구 삼성로 518 코오롱인더스트리빌딩 (삼성동)
- FnC부문과천지점: 경기도 과천시 코오롱로 11 (별양동)